# Zoobank
Zoobank, u Official Register of Zoological Nomenclature, es una base de datos electrónica de los nombres científicos, las publicaciones científicas, y los especímenes tipo en taxonomía zoológica. Es la base de datos oficial, lanzada en el 2012 luego de una enmienda del Código Internacional de Nomenclatura Zoológica (ICZN). Su acceso es libre y gratuito ("open access") a través de la web. La recomendación 8A del Código insta a registrar en esa web las descripciones de nuevas especies y otros "actos nomenclaturales" realizados, que se puede hacer a través de formularios en línea.

## Historia
Durante muchas décadas la literatura zoológica fue indexada de forma no oficial por la base de datos bibliográfica The Zoological Récord, creada en 1864, que llegó a indexar un porcentaje importante de nombres y publicaciones (bastante más del 90%), si bien no era obligación informarlos a esa publicación y hubo otros índices que no le hicieron competencia. Sus datos fueron la primera fuente de datos del prototipo del Zoobank. Funcionó como prototipo durante varios años hasta que una enmienda del ICZN lo lanzó oficialmente en el 2012. La recomendación 8A del Código indica que se registren las actividades en el Zoobank y también que se envíe copia a The Zoological Récord.

## Funcionamiento
Se debe crear una cuenta de usuario para poder ingresar los datos en la web. Desde 2012 se pueden registrar:
- Actos nomenclaturales: Usos publicados de los nombres científicos de los animales, como descripciones de taxones, lectotipificaciones, y otros.
- Publicaciones: La cita a la publicación que contiene el "acto nomenclatural".
- Autores: Tanto los autores de la publicación que contiene el acto nomenclatural, como el autor que ingresó el contenido en el zoobank.
- Especímenes tipo: Todavía es provisional.